# Dracaena longifolia
Dracaena longifolia är en sparrisväxtart som beskrevs av Henry Nicholas Ridley. Dracaena longifolia ingår i släktet dracenor, och familjen sparrisväxter. Inga underarter finns listade i Catalogue of Life.